# Amphipetalum paraguayense
Amphipetalum paraguayense är en källörtsväxtart som beskrevs av N.M. Bacigalupo. Amphipetalum paraguayense ingår i släktet Amphipetalum och familjen källörtsväxter. Inga underarter finns listade i Catalogue of Life.